# Gortyna fiorii
Gortyna fiorii är en fjärilsart som beskrevs av Emilio Berio 1963. Gortyna fiorii ingår i släktet Gortyna och familjen nattflyn. Inga underarter finns listade i Catalogue of Life.